# Diospyros palmeri
Diospyros palmeri là một loài thực vật có hoa trong họ Thị. Loài này được Eastw. mô tả khoa học đầu tiên năm 1909.